# Ejido Benito Juárez, Chihuahua
Ejido Benito Juárez är en ort i Mexiko.   Den ligger i kommunen Buenaventura och delstaten Chihuahua, i den nordvästra delen av landet, 1 400 km nordväst om huvudstaden Mexico City. Ejido Benito Juárez ligger 1 334 meter över havet och antalet invånare är 5 778.
Terrängen runt Ejido Benito Juárez är platt åt nordost, men åt sydväst är den kuperad. Runt Ejido Benito Juárez är det mycket glesbefolkat, med 2 invånare per kvadratkilometer. Ejido Benito Juárez är det största samhället i trakten. Omgivningarna runt Ejido Benito Juárez är i huvudsak ett öppet busklandskap.